# 순천 송광사 송광사사료집성
순천 송광사 『송광사 사료집성(松廣寺 史料集成)』은 전라남도 순천시 송광면 송광사에 있는 일제강점기의 기록물이다. 2014년 10월 29일 대한민국의 국가등록문화재 제633호로 지정되었다.

## 개요
송광사의 현존하는 건물에 관한 기록이고 역사 자료 가치가 높으며, 우리나라 사원 건축사, 미술사, 경제사 연구에도 귀중한 사료이다.
송광사의 근대사를 살필 수 있는 기록 자료로서 건축물에 대한 연혁과 공사 이유와 결과 등을 상세히 알 수 있으며, 한국 근대 불교사 및 건축사, 미술사 등에도 매우 중요한 사료이다.

## 참고 자료
- 순천 송광사 송광사사료집성 - 국가유산청 국가유산포털